# Малый Карамас (Волжский район)
Малый Карамас (мар. Изи Корамас) — деревня в Волжском районе Республики Марий Эл, входит в состав Карамасского сельского поселения.

## География
Расположена в 5 км к юго-западу от центра поселения — деревни Чодраял, в 60 км по автодорогам к северо-востоку от Волжска. Название Карамас первоначально означало «источник, речка, протекающая по низкому месту».

## История
Возникновение деревни связано со столыпинской аграрной реформой, когда несколько жителей деревни Курмузаково решили выйти из общины. Первый дом поставлен в 1911 году, в 1914 году утверждён план деревни.
В 1914—1917 годах на хуторе Малые Карамасы Сотнурской волости Царевококшайского уезда проживали 33 мужчины и 39 женщин.
Во время Гражданской войны сюда переселилось 5 русских семей из Казани. В 1920 году в деревне в 20 дворах проживало 87 человек, из них 80 марийцев, остальные — русские. В 1927 году деревня входила в состав Сотнурского сельсовета Звениговского кантона. В 1929 году основана школа. В 1933 году в деревне проживал 91 человек.
В 1931 году в деревне организована сельхозартель «Красный уголок». Жили все дружно, никого в деревне не раскулачили. Держали лошадей, коров, овец; в деревне находился склад, а также гумно и другие хозяйственные постройки.
В 1940 году в состав колхоза «Красный уголок» входил 31 двор, 127 человек, большинство — марийцы. Колхоз обслуживался Сотнурской МТС. В колхозной конюшне содержались 33 лошади, в свинарнике — 20 свиней, на колхозной пасеке — 12 пчелосемей, кроме этого в колхозном стаде было 13 голов крупного рогатого скота, 3 овцы, 43 птицы. Имелась шерстобойка; для собранного урожая в колхозе были картофелехранилище, овин, крытый ток.
В Великую Отечественную войну 30 жителей деревни ушли на фронт, вернулись лишь 10.
В 1950—1951 учебном году в семилетней школе обучалось на марийском языке 226 человек из деревень Нуръял Карамас, Усола Карамас и с выселков Золотые Ключи и Ширканур.
В 1950-е годы в деревне имелись ферма крупного рогатого скота, конюшня, зернохранилище, гумно, пожарный сарай, молотилка, сеялка.
Электричество и радио были проведены в 1963 году. Однако в 1960-е годы деревня вошла в число неперспективных; отсюда увезли все хозяйственные постройки, ферму. Работать стало негде, постепенно стали уезжать люди. В начале 70-х закрыли школу.
В 1977 году деревня включила хутор Алексеевский. В 1980 году в деревне Карамасского сельсовета Волжского района было 10 хозяйств, проживали 20 мужчин, 24 женщины. В деревне проходила грунтовая дорога. Было электричество, радио, телевизоры, а телефонов не было. Жители пользовались водой из 2 колодцев.
По данным переписи 2002 года население — 2 человека (марийцы — 100 %).
В 2003 году в деревне 5 пустующих домов.
В 2010 году — 0 человек.

## Население
| 2002 | 2010 |
| ---- | ---- |
| 2    | ↘0   |